# Графська війна
Графська війна (дан. Grevens Fejde) — війна за спадщину, яка тривала в Данії в 1534-36 роках і привела до Реформації в Данії. Конфлікт відбувся між прихильниками католика Кристіана II, який правив в Данії до 1523 року, та прихильниками протестанта Крістіана Готторпського, сина померлого короля Фредеріка I.

## Історія
Після смерті Фрідріха I в 1533 році ютландська знать проголосила його сина, тодішнього герцога Крістіана Готторпського, королем під ім'ям Крістіан III. Тим часом граф Христоф Ольденбурзький організував повстання проти нового короля, вимагаючи повернення Крістіана II. За підтримки Любека та військ з Ольденбурга та Мекленбурга піднялися дворяни Зеландії та Сконе, а також такі міста, як Копенгаген та Мальме. Саме повстання почалося в 1534 році, коли капер Клемен Андерсен, відомий на прізвисько Шкіпер Клемент, за підтримки графа Христоф підбурив селян Вендсюсселя та Північної Ютландії повстати проти дворян. Штаб повстання розташовувався в Ольборзі. У Північній і Західній Ютландії було спалено велику кількість маєтків.
Армія дворян під проводом Нільса Брока та Хольгера Розенкранца зазнала поразки в битві біля Свенструпа 16 жовтня 1534 року. Тим часом Крістіан III уклав перемир'я з Любеком, так званий Штокельсдорфський мир, завдяки якому він зміг направити більшу армію для боротьби проти повстанців. Під керівництвом Йогана Ранцау королівські війська переслідували селян аж до Ольборга, де останні під проводом Шкіпера Клемента сховалися за укріпленнями міста. 18 грудня війська Ранцау увірвалися в місто і воно впало. Вважається, що щонайменше 2000 людей загинули під час штурму міста та пограбування наступних днів. Важко пораненому шкіперу Клементу вдалося втекти, але через кілька днів його упізнав селянин у Сторворде на схід від Ольборга і передав Ранцау. Згодом судова рада у Виборзі засудила капітана Клемента до страти і стратила його в 1536 році.
Шведський король Густав Ваза надіслав армію на допомогу Крістіану III, яка вторглася в Сканію і поступово просувалась до міста Ве. Пізніше шведська армія вторглася в Халланд, який був знищений вогнем і мечем. Деякі з дворян Сканії стали на бік шведів. У січні 1535 року шведи та армія дворян просунулися на Гельсінгборг. Армія, що складалася з жителів Любека та Мальме під командуванням Йоргена Кока, була закріплена за межами замку, і у вирішальний момент командувач обороною міста Тайге Краббе раптово змусив гармати замку відкрити вогонь по його захисниках, після чого відкрив замок шведам, які знищили місто.
Після перемоги під Ольборгом Ранцау привів свої війська до Фюна, і 11 червня 1535 року вони знищили армію повтанців в битві біля Окснеб'єрга.
У червні 1535 року флот Любека був остаточно розбитий у морських боях під Борнхольмом і Свендборгом проти об'єднаного дансько-шведсько-прусського флоту під керівництвом данського адмірала Педера Скрама. Копенгаген і Мальме змогли протриматися до 1536 року, коли вони були змушені капітулювати після кількамісячної облоги. На цьому графська війна була офіційно закінчена.

## Наслідки
Після прибуття Крістіана III до Копенгагена в ніч на 12 серпня 1536 року архієпископ Торберн Білле був схоплений разом з двома іншими єпископами. Усі інші єпископи королівства були схоплені в інших частинах країни. 20 жовтня 1536 році король скликав у Копенгагені збори знаті. На них було вирішено стратити єпископів, а їхнє майно конфіскувати на користь корони. Соборна капітула і монастирі змогли продовжувати свою діяльність до тих пір, поки не були реформовані. Ченці залишили монастирі, а ті, хто вирішив залишитися, повинні були перейти на лютеранство. 
Після зборів Крістіан III працював над організацією національної церкви, керованої королем і незалежної від папського престолу в Римі та католицької церкви. Нова церковна організація була розроблена в 1537 році наказом монарха і була остаточно закріплена в 1539 році. Посада єпископа на короткий час була замінена на посаду суперінтенданта, але згодом була відновлена. 15 єпископів призначалися королем, і вони не могли мати дуже великих маєтків. Парафіяльні священики були потрібні як проповідники, щоб населення могло навчатися євангельському навчанню. Викладання катехизису дітям здійснювали церковні дзвонарі. Таким чином у Данії була повністю запроваджена церковна реформа.